# Zemský okres Lüneburg
Zemský okres Lüneburg (německy Landkreis Lüneburg) je zemský okres v německé spolkové zemi Dolní Sasko. Sídlem správy zemského okresu je město Lüneburg. Má přibližně 183 tisíc obyvatel. 

## Města a obce
Města:
1. Bleckede
2. Lüneburg

Obce:
1. Adendorf
2. Amelinghausen
3. Amt Neuhaus
4. Artlenburg
5. Bardowick
6. Barendorf
7. Barnstedt
8. Barum
9. Betzendorf
10. Boitze
11. Brietlingen
12. Dahlem
13. Dahlenburg
14. Deutsch Evern
15. Echem
16. Embsen
17. Handorf
18. Hittbergen
19. Hohnstorf
20. Kirchgellersen
21. Lüdersburg
22. Mechtersen
23. Melbeck
24. Nahrendorf
25. Neetze
26. Oldendorf
27. Radbruch
28. Rehlingen
29. Reinstorf
30. Reppenstedt
31. Rullstorf
32. Scharnebeck
33. Soderstorf
34. Südergellersen
35. Thomasburg
36. Tosterglope
37. Vastorf
38. Vögelsen
39. Wendisch Evern
40. Westergellersen
41. Wittorf